# 小路 (大阪市)
小路（しょうじ）は、大阪府大阪市生野区にある町名。現行行政地名は小路一丁目から小路三丁目。

## 地理
生野区の北東部に位置し、東に小路東、西に新今里、南に巽北、南西に中川東、北に東成区大今里南と接している。

## 世帯数と人口
2019年（平成31年）3月31日現在の世帯数と人口は以下の通りである。
| 丁目       | 世帯数    | 人口    |
| ---------- | --------- | ------- |
| 小路一丁目 | 929世帯   | 1,742人 |
| 小路二丁目 | 1,326世帯 | 2,160人 |
| 小路三丁目 | 770世帯   | 1,348人 |
| 計         | 3,025世帯 | 5,250人 |

### 人口の変遷
国勢調査による人口の推移。
| 1995年（平成7年）  | 6,150人 | [ 5 ] |  |
| 2000年（平成12年） | 5,822人 | [ 6 ] |  |
| 2005年（平成17年） | 5,620人 | [ 7 ] |  |
| 2010年（平成22年） | 5,400人 | [ 8 ] |  |
| 2015年（平成27年） | 5,325人 | [ 9 ] |  |

### 世帯数の変遷
国勢調査による世帯数の推移。
| 1995年（平成7年）  | 2,434世帯 | [ 5 ] |  |
| 2000年（平成12年） | 2,491世帯 | [ 6 ] |  |
| 2005年（平成17年） | 2,461世帯 | [ 7 ] |  |
| 2010年（平成22年） | 2,597世帯 | [ 8 ] |  |
| 2015年（平成27年） | 2,703世帯 | [ 9 ] |  |

## 事業所
2016年（平成28年）現在の経済センサス調査による事業所数と従業員数は以下の通りである。
| 丁目       | 事業所数  | 従業員数 |
| ---------- | --------- | -------- |
| 小路一丁目 | 97事業所  | 337人    |
| 小路二丁目 | 120事業所 | 573人    |
| 小路三丁目 | 78事業所  | 457人    |
| 計         | 295事業所 | 1,367人  |

## 交通

### 鉄道
- Osaka Metro
  - 千日前線 小路駅（所在地は、隣接する小路東二丁目。）

### バス
- 大阪シティバス 12号系統：小路一丁目停留所

### 道路
- 大阪内環状線
- 布施駅前商店街
- 大阪府道172号線

## 施設
- 大阪市立東生野中学校
- 大阪市立小路小学校
- 生野小路郵便局
- 清見原神社

## その他

### 日本郵便
- 〒544-0002[3]（集配局：生野郵便局[11]）